# Předměstí Libavá
Předměstí Libavá je vesnice, bývalá obec a zrušené katastrální území o rozloze 442 hektarů. Zástavba této bývalé obce tvoří nyní okrajovou východní část zástavby Města Libavá v okrese Olomouc, přičemž hranici mezi Předměstím Libavá a Městem Libavá tvořil z velké části Libavský potok. K Předměstí Libavá náleží ze současné zástavby Města Libavá všechny domy na levém břehu Libavského potoka, tedy celá ulice Jaselská. Na západě a severu sousedilo Předměstí Libavá s katastrálním územím Město Libavá, na východě s katastrálními územími Stará Voda a Vojnovice, na jihu s katastrálním územím Údolná. 

## Historický přehled
Administrativní součástí Města Libavá bylo Předměstí Libavá od roku 1854. Od roku 1897 tvořily Město Libavá a Předměstí Libavá jednotnou osadu pod názvem Město Libavá. Roku 1910 došlo v souvislosti s úpravou koryta Libavského potoka k úpravě hranice mezi k. ú. Město Libavá a Předměstí Libavá. Po vzniku vojenského újezdu Město Libavá byla během druhé poloviny 20. století zbořena většina domů tvořících zástavbu Předměstí Libavá.
K 20. prosinci 2002 pak bylo katastrální území Předměstí Libavá zrušeno: přibližně ze dvou třetin bylo začleněno do nově rozšířeného katastrálního území Město Libavá, ovšem jižní třetina byla začleněna do nově rozšířeného katastrálního území Rudoltovice. V souvislosti s nadcházejícím zmenšením území vojenského újezdu Libavá, k němuž došlo k 1. lednu 2016, bylo rozhodnuto ponechat v rámci vojenského újezdu nejen jižní část zaniklého k. ú. Předměstí Libavá, patřící od roku 2002 ke k. ú. Rudoltovice, ale i severněji položenou východní část, která byla nově k 2. červnu 2014 začleněna do nově vytvořeného k. ú. Předměstí u Města Libavá. Součástí nového katastru je kromě části bývalého k. ú. Předměstí Libavá jihozápadní část bývalého katastru zlikvidované obce Stará Voda a severozápadní část katastru taktéž zlikvidované obce Vojnovice.